# Чмонь
Чмонь (пол. Czmoń, нім. Schmentau) — село в Польщі, у гміні Курник Познанського повіту Великопольського воєводства.
Населення — 365 осіб (2011).

## Демографія
Демографічна структура станом на 31 березня 2011 року:
|          | Загалом | Допрацездатний вік | Працездатний вік | Постпрацездатний вік |
| -------- | ------- | ------------------ | ---------------- | -------------------- |
| Чоловіки | 187     | 43                 | 134              | 10                   |
| Жінки    | 178     | 44                 | 110              | 24                   |
| Разом    | 365     | 87                 | 244              | 34                   |